# كريستوبال ديل ريو
كريستوبال ديل ريو (بالإسبانية: Cristóbal del Río)‏ مواليد 11 مارس 1988، هو لاعب كرة يد تشيلي يلعب كمحور. مثل منتخب تشيلي لكرة اليد.

## سجل المنافسة
شارك في البطولات التالية:
- بطولة العالم لكرة اليد للرجال 2015